# 白穆爾德河
50°22′52″N 12°23′55″E / 50.3811250°N 12.3987389°E
白穆爾德河是德國的河流，位於該國東部，流經薩克森自由州，處於柏林以南250公里，河道全長3公里，與紅穆爾德河匯流成為茨維考穆爾德河。